# Komet LONEOS 7
Komet LONEOS 7 ali 159P/LONEOS je periodični komet z obhodno dobo okoli 14,3 let.
.
 Komet pripada Jupitrovi družini kometov . 

## Odkritje[3]
Komet so odkrili 16. oktobra 2003 v okviru projekta LONEOS. Ob odkritju je izgledal kot asteroid in je dobil oznako 2003 DU16. Pozneje so ugotovili, da ima telo tudi komo in rep ter so mu dodelili oznako 159P. 
Komet so po odkritju našli tudi na posnetkih, ki so jih naredili v programu Palomar Sky Survey. 